# Mo's Friends
Mo's Friends (stiftet 9. marts 2016) er et aarhusiansk løbefællesskab med fokus på samværd og integration. Det opstod ved en tilfældighed tilbage i 2016, da somaliskfødte Abdirazak Madafin manglede nogle at løbe med. Anna Carøe, der var tilknyttet Ungdomskulturhuset i Aarhus, kendte til den passionerede løber Esben Hornum, og skabte en kontakt imellem de to løbsinteresserede. 
Kontakten blev startskuddet til Mo's Friends, der voksede sig større, da det viste sig, at mange nydanskere havde talent og interesse for løb, men blot manglede nogle at løbe med. Integrationsnet, som er en del af Dansk Flygtningehjælp, blev en vigtig samarbejdspartner for Mo's Friends, der fortsat er et non-profit-løbefællesskab den dag i dag. 
Det første officielle løb, hvor løbere fra løbefællesskabet stillede op og repræsenterede Mo's Friends, var Skvæt Skovløb i Skanderborg. Her deltog i alt otte løbere fra Mo's Friends; bestående af to etnisk danskere og seks nydanskere.  
I efteråret 2017 bragte flere medier historien om, hvordan nydanskerne i Mo's Friends hurtigere blev integreret i samfundet, fordi de, i højere grad inden øvrige nydanskere, får et stort netværk af etnisk danskere, hvor de i et trygt fællesskab, kan øve deres danske sprog. Al opmærksomheden betød, at løbefællesskabet i 2017 blev nomineret til årets løbefællesskab ved Danish Running Award.
Mo's Friends afholder desuden foredrag rundt omkring i landet, hvor historien omkring fællesskabet og integration fortælles. I slutningen af 2016 medvirkede Mo's Friends i DR1 programmet "Hva' nu minister: Inger Støjberg i stolen", hvor de gav deres bud på en løsning til landets integrationsudfordringer.